# Odenwaldbahn (Hessen)
Koordinaten: 49° 49′ 48″ N, 8° 56′ 24″ O
| Strecke                                                                      |                | von Mosbach-Neckarelz S 1S 2                     | von Mosbach-Neckarelz S 1S 2                     |
| Bahnhof                                                                      | 0,000          | Eberbach                                         | Eberbach                                         |
| Abzweig geradeaus und nach links                                             |                | nach Heidelberg S 1S 2                           | nach Heidelberg S 1S 2                           |
| Abzweig geradeaus und nach rechts                                            |                | Anst                                             | Anst                                             |
| Wechsel des Eisenbahninfrastrukturunternehmens                               | 0,431          | Regionalbereichsgrenze Südwest/Mitte             | Regionalbereichsgrenze Südwest/Mitte             |
| ehemaliger Haltepunkt / Haltestelle                                          | 1,160          | Eberbach Nord                                    | Eberbach Nord                                    |
| ehemaliger Dienststation / Betriebs- oder Güterbahnhof                       |                | Itterhof                                         | Itterhof                                         |
| Abzweig geradeaus und ehemals nach links                                     | 4,322          | Eberbach Canali (Anst)                           | Eberbach Canali (Anst)                           |
| ehemaliger Haltepunkt / Haltestelle                                          | 6,970          | Gaimühle                                         | Gaimühle                                         |
| Grenze                                                                       | 7,450          | Landesgrenze Baden-Württemberg / Hessen          | Landesgrenze Baden-Württemberg / Hessen          |
| ehemaliger Haltepunkt / Haltestelle                                          | 10,400         | Friedrichsdorf (b Eberbach)                      | Friedrichsdorf (b Eberbach)                      |
| Brücke über Wasserlauf                                                       | 10,000         | Kurzes Tal-Viadukt (60 m)                        | Kurzes Tal-Viadukt (60 m)                        |
| ehemaliger Dienststation / Betriebs- oder Güterbahnhof                       |                | Friedrichsdorf                                   | Friedrichsdorf                                   |
| Brücke über Wasserlauf                                                       | 10,571         | Rindengrundviadukt (60 m)                        | Rindengrundviadukt (60 m)                        |
| Strecke geradeaus                                                            | 11,438         | Haintalviadukt (160 m)                           | Haintalviadukt (160 m)                           |
| Strecke                                                                      | 11,598         |                                                  |                                                  |
| Haltepunkt / Haltestelle                                                     | 12,911         | Hesseneck-Kailbach                               | Hesseneck-Kailbach                               |
| ehemaliger Dienststation / Betriebs- oder Güterbahnhof                       |                | Hammerberg                                       | Hammerberg                                       |
| Haltepunkt / Haltestelle                                                     | 16,459         | Hesseneck-Schöllenbach                           | Hesseneck-Schöllenbach                           |
| ehemaliger Dienststation / Betriebs- oder Güterbahnhof                       | 18,400         | Krähberg                                         | Krähberg                                         |
| Tunnelanfang                                                                 | 19,036         | Krähbergtunnel (3100 m)                          | Krähbergtunnel (3100 m)                          |
| Tunnelende                                                                   | 22,136         |                                                  |                                                  |
| Abzweig geradeaus und ehemals von links                                      |                | von Beerfelden                                   | von Beerfelden                                   |
| Haltepunkt / Haltestelle                                                     | 23,600         | Beerfelden-Hetzbach                              | Beerfelden-Hetzbach                              |
| Strecke geradeaus                                                            | 24,414         | Himbächelviadukt (242 m)                         | Himbächelviadukt (242 m)                         |
| Strecke                                                                      | 24,656         |                                                  |                                                  |
| ehemaliger Haltepunkt / Haltestelle                                          | 25,900         | Ebersberg (b Erbach)                             | Ebersberg (b Erbach)                             |
| ehemaliger Dienststation / Betriebs- oder Güterbahnhof                       |                | Schönnen                                         | Schönnen                                         |
| ehemaliger Haltepunkt / Haltestelle                                          | 27,400         | Schönnen                                         | Schönnen                                         |
| Brücke über Wasserlauf                                                       | 30,310         | Mümling                                          | Mümling                                          |
| Kilometer-Wechsel                                                            | 30.338630.3500 | Kilometrierungssprung                            | Kilometrierungssprung                            |
| Bahnhof                                                                      | 30,830         | Erbach (Odenw)                                   | Erbach (Odenw)                                   |
| Haltepunkt / Haltestelle                                                     | 32,307         | Erbach (Odenw) Nord                              | Erbach (Odenw) Nord                              |
| Brücke über Wasserlauf                                                       | 33,792         | Mümling                                          | Mümling                                          |
| Bahnübergang                                                                 | 34,105         | Bundesstraße 47                                  | Bundesstraße 47                                  |
| Bahnhof                                                                      | 34,181         | Michelstadt                                      | Michelstadt                                      |
| Strecke mit Straßenbrücke                                                    | 37,700         | Bundesstraße 45                                  | Bundesstraße 45                                  |
| Haltepunkt / Haltestelle                                                     | 38,652         | Bad König-Zell                                   | Bad König-Zell                                   |
| Bahnhof                                                                      | 40,788         | Bad König                                        | Bad König                                        |
| Brücke                                                                       | 41,723         | Bundesstraße 45                                  | Bundesstraße 45                                  |
| Brücke über Wasserlauf                                                       | 42,682         | Mümling                                          | Mümling                                          |
| ehemaliger Haltepunkt / Haltestelle                                          | 43,030         | Etzen-Gesäß                                      | Etzen-Gesäß                                      |
| Bahnhof                                                                      | 44,750         | Höchst Mümling-Grumbach                          | Höchst Mümling-Grumbach                          |
| Brücke                                                                       | 46,842         | Bundesstraße 45                                  | Bundesstraße 45                                  |
| Bahnhof                                                                      | 47,281         | Höchst (Odenw)                                   | Höchst (Odenw)                                   |
| Abzweig geradeaus und ehemals nach rechts                                    |                | nach Aschaffenburg                               | nach Aschaffenburg                               |
| Haltepunkt / Haltestelle                                                     | 48,810         | Höchst Hetschbach                                | Höchst Hetschbach                                |
| Tunnelanfang                                                                 | 49,546         | Frau-Nauses-Tunnel (1205 m)                      | Frau-Nauses-Tunnel (1205 m)                      |
| Tunnelende                                                                   | 50,751         |                                                  |                                                  |
| Bahnhof                                                                      | 53,101         | Groß-Umstadt-Wiebelsbach                         | Groß-Umstadt-Wiebelsbach                         |
| Brücke                                                                       | 53,338         | Bundesstraße 426                                 | Bundesstraße 426                                 |
| Abzweig geradeaus und nach links                                             |                | nach Darmstadt (s. u.)                           | nach Darmstadt (s. u.)                           |
| Strecke mit Straßenbrücke                                                    | 55,800         | Bundesstraße 45                                  | Bundesstraße 45                                  |
| Bahnhof                                                                      | 57,044         | Groß-Umstadt Mitte                               | Groß-Umstadt Mitte                               |
| ehemaliger Haltepunkt / Haltestelle                                          | 58,500         | Groß-Umstadt Nord (geplant)                      | Groß-Umstadt Nord (geplant)                      |
| ehemaliger Haltepunkt / Haltestelle                                          | 59,590         | Richen                                           | Richen                                           |
| Haltepunkt / Haltestelle                                                     | 60,774         | Groß-Umstadt Klein-Umstadt                       | Groß-Umstadt Klein-Umstadt                       |
| Haltepunkt / Haltestelle                                                     | 63,996         | Babenhausen-Langstadt                            | Babenhausen-Langstadt                            |
| Bahnübergang                                                                 | 67,311         | Bundesstraße 26                                  | Bundesstraße 26                                  |
| Abzweig geradeaus und von links                                              |                | von Dieburg                                      | von Dieburg                                      |
| Kilometer-Wechsel                                                            | 68.188968.2000 | Kilometrierungssprung                            | Kilometrierungssprung                            |
| Bahnhof                                                                      | 68,226         | Babenhausen (Hess)                               | Babenhausen (Hess)                               |
| Verschwenkung von links · Verschwenkung von rechts                           |                |                                                  |                                                  |
| Kreuzung geradeaus oben · Abzweig ehemals geradeaus und nach rechts          |                | nach Aschaffenburg                               | nach Aschaffenburg                               |
| Verschwenkung nach links · Verschwenkung nach rechts (Strecke außer Betrieb) | 70,100         | Verbindungsstrecke                               | Verbindungsstrecke                               |
| Brücke über Wasserlauf                                                       | 70,285         | Gersprenz                                        | Gersprenz                                        |
| Abzweig geradeaus und ehemals nach rechts                                    | 74,000         | Anst Wehrmachtsflugplatz Zellhausen              | Anst Wehrmachtsflugplatz Zellhausen              |
| Strecke mit Straßenbrücke                                                    | 75,100         | Bundesautobahn 3                                 | Bundesautobahn 3                                 |
| Haltepunkt / Haltestelle                                                     | 75,525         | Mainhausen-Zellhausen                            | Mainhausen-Zellhausen                            |
| Bahnhof                                                                      | 78,341         | Seligenstadt (Hess)                              | Seligenstadt (Hess)                              |
| Bahnhof                                                                      | 82,993         | Hainburg-Hainstadt                               | Hainburg-Hainstadt                               |
| Haltepunkt / Haltestelle                                                     | 85,531         | Hanau-Klein Auheim                               | Hanau-Klein Auheim                               |
| Strecke geradeaus                                                            | 86,135         | Auheimer Mainbrücke                              | Auheimer Mainbrücke                              |
| Strecke                                                                      | 86,369         |                                                  |                                                  |
| Abzweig geradeaus und von rechts                                             |                | von Aschaffenburg Hbf                            | von Aschaffenburg Hbf                            |
| Abzweig geradeaus und von links                                              |                | Hafenbahn Hanau                                  | Hafenbahn Hanau                                  |
| Abzweig geradeaus und von rechts                                             |                | von den Strecken aus Friedberg und aus Göttingen | von den Strecken aus Friedberg und aus Göttingen |
| Bahnhof                                                                      | 88,150         | Hanau Südseite                                   | Hanau Südseite                                   |
| Abzweig geradeaus und nach links                                             |                | nach Frankfurt Hbf (über Offenbach)              | nach Frankfurt Hbf (über Offenbach)              |
| Abzweig geradeaus und nach links                                             |                | nach Frankfurt (Main) Schlachthof (S-Bahn)       | nach Frankfurt (Main) Schlachthof (S-Bahn)       |
| Strecke                                                                      |                | nach Frankfurt Süd (über Maintal)                | nach Frankfurt Süd (über Maintal)                |

| Strecke                                  |        | Rhein-Main-Bahn von Darmstadt Hbf           | Rhein-Main-Bahn von Darmstadt Hbf           |
| Abzweig geradeaus und von links          |        | von Da-Arheilgen (von der Main-Neckar-Bahn) | von Da-Arheilgen (von der Main-Neckar-Bahn) |
| Abzweig geradeaus und von links          |        | Güterstrecke von Mainz                      | Güterstrecke von Mainz                      |
| Bahnhof                                  | 3,813  | Darmstadt Nord                              | Darmstadt Nord                              |
| Abzweig geradeaus und nach links         |        | nach Dieburg                                | nach Dieburg                                |
| Abzweig geradeaus und ehemals von links  | 5,690  | Kastanienallee (Abzw; zur Rhein-Main-Bahn)  | Kastanienallee (Abzw; zur Rhein-Main-Bahn)  |
| Abzweig geradeaus und ehemals von rechts |        | vom ehem. Hbf (bis 1912)                    | vom ehem. Hbf (bis 1912)                    |
| Bahnhof                                  | 7,479  | Darmstadt Ost (bis 1900: Rosenhöhe)         | Darmstadt Ost (bis 1900: Rosenhöhe)         |
| Abzweig geradeaus und nach links         |        | zum Bessunger Forsthaus (Museumsverkehr)    | zum Bessunger Forsthaus (Museumsverkehr)    |
| Brücke                                   | 8,086  | Bundesstraße 26                             | Bundesstraße 26                             |
| Brücke über Wasserlauf                   | 9,340  | Darmbach                                    | Darmbach                                    |
| Haltepunkt / Haltestelle                 | 9,414  | Darmstadt Lichtwiese                        | Darmstadt Lichtwiese                        |
| Haltepunkt / Haltestelle                 | 12,992 | Mühltal                                     | Mühltal                                     |
| Bahnhof                                  | 16,031 | Ober-Ramstadt                               | Ober-Ramstadt                               |
| ehemaliger Haltepunkt / Haltestelle      | 20,900 | Zeilhard                                    | Zeilhard                                    |
| Tunnelanfang                             | 21,208 | Engelbergtunnel (238 m)                     | Engelbergtunnel (238 m)                     |
| Tunnelende                               | 21,446 |                                             |                                             |
| Strecke mit Straßenbrücke                | 21,838 | Bundesstraße 38                             | Bundesstraße 38                             |
| Abzweig geradeaus und von rechts         |        | Gersprenztalbahn von Groß Bieberau          | Gersprenztalbahn von Groß Bieberau          |
| Bahnhof                                  | 23,494 | Reinheim (Odenw)                            | Reinheim (Odenw)                            |
| Abzweig geradeaus und ehemals nach links |        | ehem. Rodgaubahn nach Dieburg               | ehem. Rodgaubahn nach Dieburg               |
| Brücke über Wasserlauf                   | 24,900 | Gersprenz                                   | Gersprenz                                   |
| Haltepunkt / Haltestelle                 | 28,610 | Otzberg-Lengfeld                            | Otzberg-Lengfeld                            |
| Abzweig geradeaus und von links          |        | von Hanau (s. o.)                           | von Hanau (s. o.)                           |
| Brücke                                   | 31,650 | Bundesstraße 426                            | Bundesstraße 426                            |
| Bahnhof                                  | 31,887 | Groß-Umstadt-Wiebelsbach                    | Groß-Umstadt-Wiebelsbach                    |
| Strecke                                  |        | nach Eberbach (s. o.)                       | nach Eberbach (s. o.)                       |
|                                          |        |                                             |                                             |
| Quellen:                                 |        |                                             |                                             |

Die Odenwaldbahn (auch Hessische Odenwaldbahn zur Unterscheidung von der Badischen Odenwaldbahn) ist eine größtenteils eingleisige Hauptbahn des Eisenbahninfrastrukturunternehmens DB InfraGO in Normalspur, die den Odenwald im südlichen Hessen und nördlichen Baden-Württemberg durchquert und mit zwei Ästen – einem von Darmstadt und einem von Hanau – nach Eberbach am Neckar führt. Regional wird die Eisenbahnstrecke gelegentlich auch Mümlingbahn genannt, da sie von Hetzbach bis Höchst dem Tal der Mümling folgt.

## Geschichte

### Planung
Der Streckenführung wurde in den 1860er Jahren langjährig kontrovers und lokalpolitisch geprägt diskutiert. Die Landeshauptstadt Darmstadt des Großherzogtums Hessen wollte eine Strecke durch das Gersprenztal über Reinheim, Brensbach, Höllerbach und das Kinzigtal ins Mümlingtal. Die Gegenposition war eine auf Frankfurt am Main ausgerichtete Streckenführung über Dieburg. Als Kompromiss wurde die später ausgeführte Trasse gewählt. Sie führt von Eberbach am Neckar kommend durch den Odenwald über Wiebelsbach-Heubach, wo sie sich verzweigt – einmal nach Babenhausen und Hanau, zum anderen nach Reinheim und Darmstadt. So sollte der Verkehr aus dem Odenwald in die damalige Residenzstadt Darmstadt des Großherzogtums Hessen fließen und nicht an ihr vorbei.
Die Konzession wurde von der Regierung des Großherzogtums Hessen am 4. April 1868 der Hessischen Ludwigsbahn erteilt. Finanziert wurde das Vorhaben mit einer öffentlichen Anleihe über 4 Millionen Taler (in heutiger Währung 6,12 Millionen €).

### Bau
Der Bau begann im Sommer 1868. Errichtet wurde eine eingleisige Eisenbahnhauptstrecke in Normalspur, die den Odenwald im südlichen Hessen und nördlichen Baden-Württemberg durchquert. Im September 1868 begannen die Bauarbeiten an dem 1205 Meter langen Frau-Nauses-Tunnel zwischen Wiebelsbach und Höchst im Mümlingtal. Diese kosteten elf Menschenleben und waren Weihnachten 1870 abgeschlossen. In Darmstadt begannen die Bauarbeiten am 1. Februar 1869, die in Richtung Reinheim ohne Schwierigkeiten zügig voranschritten. Die Strecke vom Darmstädter Ludwigsbahnhof bis Ober-Ramstadt konnte am 28. Dezember 1870 eröffnet werden. Am 15. Mai 1871 bis Reinheim und zwei Monate später bis Wiebelsbach-Heubach. Am 24. Dezember 1871 erfolgte die Einweihung des Streckenabschnitts bis Erbach (Odenw).
Der Abschnitt Darmstadt-Ost – Höchst wurde zwar nur eingleisig ausgeführt, aber von Anfang an zweigleisig trassiert. Darauf weisen die Profile von Engelberg- und Frau-Nauses-Tunnel, die Profile der Geländeeinschnitte, die Durchfahrtsweiten der durchfahrenen Brücken und die Breite der Brückenwiderlager hin.
Der Streckenzweig zwischen Hanau Hauptbahnhof und Wiebelsbach-Heubach wurde zwischen Babenhausen und Wiebelsbach-Heubach in zwei Segmenten, am 29. Juni 1870 von Babenhausen nach Groß-Umstadt und am 27. Dezember 1870 zwischen Groß-Umstadt und Wiebelsbach-Heubach, eröffnet. Der Abschnitt zwischen Hanau und Babenhausen folgte erst zum 1. Mai 1882. Die Odenwaldbahn kreuzt so in Babenhausen die Rhein-Main-Bahn.
Für die 31 Kilometer lange Strecke, die in ihrem südlichen Abschnitt auch im Großherzogtum Baden lag, erhielt die Hessische Ludwigsbahn am 3. August 1875 die hessen-darmstädtische Konzession, der badische Streckenteil war durch einen Staatsvertrag der beiden Großherzogtümer vom 19. Februar 1874 abgesichert. Aufgrund der Topografie waren –, um die Wasserscheide zwischen Main und Neckar zu überwinden –, zwischen Erbach und Eberbach viele Kunstbauten, unter anderem das Himbächelviadukt und der Krähbergtunnel, sowie Steigungen von 1:70 erforderlich. Dazu bog die Trasse bei Hetzbach aus dem Mümlingtal in einem 90-Grad-Bogen nach Osten in den Pfeifersgrund ab, führte unter dem Krähberg (554,9 m ü. NN) hindurch und erreichte so das Schöllenbachtal und dann das Ittertal. Am 1. März 1882 wurde der 7,23 Kilometer lange Abschnitt Erbach – Hetzbach, also die Strecke bis unmittelbar an die Baustelle des Krähbergtunnels, eröffnet. Am 1. Mai folgte der Abschnitt Hetzbach – Kailbach, der auch den Krähbergtunnel einschloss.
Das letzte Teilstück zwischen Kailbach und Eberbach wurde am 27. Mai 1882 zunächst für den Personenverkehr und fünf Tage später für den Güterverkehr eröffnet, womit die Odenwaldbahn auf ihrer ganzen Länge befahrbar war. Ursprünglich war die Fertigstellung bereits für 1879, zeitgleich mit der Eröffnung der Neckartalbahn von Neckargemünd nach Jagstfeld geplant, was aber aufgrund der angespannten finanziellen Lage der Hessischen Ludwigsbahn-Gesellschaft nicht eingehalten werden konnte. Für die 56 Kilometer lange Strecke zwischen Darmstadt und Erbach benötigten im Jahre 1871 Personenzüge zwei Stunden.

### Ausbau

#### Anschlüsse
Die Odenwaldbahn erhielt im Laufe der Zeit eine Reihe von Ergänzungen und Anschlüsse von anderen Strecken:
- Am 10. Oktober 1887 wurde die Gersprenztalbahn nach Reichelsheim in Reinheim an die Odenwaldbahn angeschlossen.
- Am 1. Oktober 1896 wurde die Rodgaubahn von Reinheim über Dieburg nach Offenbach am Main eröffnet.
- Die Überwaldbahn war ein Versuch, eine Querverbindung zwischen Bergstraße und Odenwaldbahn zu schaffen. Die Überwaldbahn wurde 1901 von Weinheim bis Wahlen eröffnet, wo dieser ambitionierte Versuch allerdings aufgrund der Kosten der Gebirgsquerung schließlich dauerhaft endete und die Odenwaldbahn nie erreichte.
- Am 1. Mai 1904 wurde die Stichbahn nach Beerfelden in Betrieb genommen.
- Zum 1. Dezember 1912 wurde zwischen Höchst und Aschaffenburg die Bachgaubahn in Betrieb genommen.

#### Weitere Infrastruktur
Zum 1. April 1898 wurde die Strecke mit einer in Fortsetzung von der Bahnstrecke Frankfurt–Hanau kommenden Telegrafen-Fernleitung versehen, betriebsintern als „Fernmeldeleitung Nr. 7“ bezeichnet.
| Bahnhof                     | Rufzeichen | Tag der Inbetriebnahme |
| --------------------------- | ---------- | ---------------------- |
| Frankfurt (Main) Ostbahnhof | Fo         | 1. April 1898          |
| Hanau West                  | Ha         | 7. Mai 1898            |
| Hanau Ostbahnhof            | Han        | 1. April 1898          |
| Seligenstadt (Hess)         |            | 27. August 1898        |
| Babenhausen                 | Ba         | 1. April 1898          |
| Groß-Umstadt                |            | 27. August 1898        |
| Wiebelsbach-Heubach         | W          | 1. April 1898          |
| Michelstadt                 | Mi         | 1. April 1898          |
| Hetzbach                    |            | 27. August 1898        |
| Eberbach                    | Ea         | 1. April 1898          |

Am 10. Februar 1914 wurden „mit Eintritt der Dunkelheit“ im Abschnitt zwischen Darmstadt und Wiebelsbach-Heubach neue „Doppellichtvorsignale“ in Betrieb genommen; die dem heute noch gebräuchlichen Modell des Formsignals entsprachen. Zum 1. April 1914 folgte der Abschnitt Hanau Ost–Eberbach.

#### Halte
Zum 1. Oktober 1908 wurde der Haltepunkt Zellhausen eingerichtet. Ab dem 20. Januar 1935 war der Haltepunkt an den Eil- und Stückgutverkehr angeschlossen, beschränkt auf Frachtstücke bis zu 250 kg.
1910/1911 wurden der Bahnhof Zell-Kirchbrombach (heute der Haltepunkt Bad König-Zell) und der damalige Bahnhof Gaimühle ausgebaut.

### Bezeichnungen
Im Laufe der Zeit wurden einige Stationen umbezeichnet, mit dem Fahrplanwechsel im Dezember 2005 eine ganze Reihe von Stationsnamen an die nach der hessischen Gebietsreform von 1974 geänderten Ortsbezeichnungen angepasst:
| Betriebsstelle | ab 2006                    | bis 2005                 | Historische Bezeichnung |
| -------------- | -------------------------- | ------------------------ | --- |
| Bahnhof        | Groß-Umstadt Mitte         | Groß-Umstadt             | |
| Haltepunkt     | Groß-Umstadt-Klein-Umstadt | Klein-Umstadt            | |
| Haltepunkt     | Babenhausen-Langstadt      | Langstadt                | |
| Haltepunkt     | Mainhausen-Zellhausen      | Zellhausen               | |
| Bahnhof        | Hainburg-Hainstadt         | Hainstadt (Kr Offenbach) | Hainstadt (Hess.) bis 29. Februar 1912 |
| Haltepunkt     | Hanau-Klein-Auheim         | Klein-Auheim             | |
| Bahnhof        | Groß-Umstadt-Wiebelsbach   | Wiebelsbach-Heubach      | |
| Haltepunkt     | Höchst-Hetschbach          | Hetschbach               | |
| Bahnhof        | Höchst (Odenw)             | Höchst (Odenw)           | Höchst-Neustadt bis 29. Februar 1912 |
| Bahnhof        | Höchst-Mümling-Grumbach    | Mümling-Grumbach         | |
| Haltepunkt     | Bad König-Zell             | Zell-Kirchbrombach       | |
| Haltepunkt     | Beerfelden-Hetzbach        | Hetzbach                 | Hetzbach-Beerfelden bis zum 1. Mai 1904. Dann wurde der Bahnhof anlässlich der Eröffnung der Bahnstrecke Hetzbach–Beerfelden in Hetzbach umbenannt. |
| Haltepunkt     | Hesseneck-Schöllenbach     | Schöllenbach-Hesselbach  | |
| Haltepunkt     | Hesseneck-Kailbach         | Kailbach                 | |
| Haltepunkt     | Otzberg-Lengfeld           | Lengfeld                 | |
| Haltepunkt     | Mühltal                    | Nieder Ramstadt-Traisa   | |

### Rückbau der Infrastruktur
In den siebziger Jahren des zwanzigsten Jahrhunderts begannen an der Odenwaldbahn Rückbaumaßnahmen in großem Umfang. Zahlreiche Haltepunkte wurden nicht mehr bedient und aufgegeben (Richen, Etzen-Gesäß, Schönnen, Ebersberg, Gaimühle), Bahnhöfe wurden zu Haltepunkten zurückgebaut (Hetzbach, Kailbach, Klein-Umstadt, Langstadt, Lengfeld) oder aufgegeben (Zeilhard). Zwischen Erbach und Eberbach gibt es seither auf 30 Kilometern keine Kreuzungsmöglichkeit mehr, wodurch die Zugdichte auf der Strecke stark herabgesetzt ist. Die Anschlussbahnen wurden zum Teil stillgelegt:
- die Gersprenztalbahn im Mai 1964.
- die Bahnstrecke Hetzbach–Beerfelden am 23. Juni 1964.
- der Südabschnitt der Rodgaubahn zum 20. Juli 1965.
- die Bachgaubahn am 26. Mai 1974, wobei das Gleis bis Breuberg zunächst noch als Anschlussgleis für die dortige Industrie, insbesondere die Metzeler Kautschuk AG München, Werk Breuberg, später: Pirelli Reifenwerke GmbH & Co KG, weiter genutzt wurde.

Zeitweise wurde sogar erwogen, die Bergstrecke zwischen Erbach und Eberbach komplett aufzugeben. Dazu kam es jedoch nicht; die Haltepunkte Kailbach und Schöllenbach wurden ab 1994 wieder bedient, nachdem sie 1977 geschlossen worden waren.

### Betrieb bis 2005
Ab 1925 verkehrten auf der Odenwaldbahn neben dem Nahverkehr auch drei „Heckeneilzüge“, die Frankfurt über Hanau, Erbach und Eberbach mit Stuttgart verbanden und von 1984 bis 1988 sogar als Schnellzüge ausgewiesen waren. Deren Lokwechsel fand zunächst in Heilbronn, später in Eberbach statt. Die Fahrzeit zwischen Frankfurt und Stuttgart betrug 3,5 Stunden, die zwischen Frankfurt und Erbach ungefähr 85 Minuten.
Nach dem Zweiten Weltkrieg kam die Dampflokomotive der Baureihe 65 zum Einsatz und war hier fast vor allen Zügen anzutreffen. Sie eignete sich aufgrund ihrer technischen Eigenschaften (u. a. Zugkraft) sehr gut für die Odenwaldbahn. Für den Personenverkehr wurden meist dreiachsige Umbauwagen eingesetzt. Güterzüge wurden oft mit der Baureihe 50 befördert. Vereinzelt verkehrten zwischen Hanau und Wiebelsbach Schienenbusgarnituren. Sämtliche Lokomotiven waren in Darmstadt stationiert.
1970 endete der Dampfbetrieb auf der Odenwaldstrecke, die Zugleistungen wurden von den Diesellokomotiven der Baureihe 212 übernommen. Mit Beginn der neunziger Jahre gelangten zunehmend auch Triebwagen der Baureihe 628 auf die Strecke, vor den verbliebenen lokbespannten Zügen wurde die 212 nach und nach durch die Baureihe 216 ersetzt, die wiederum Ende der neunziger Jahre dann zunächst durch die Baureihe 215 abgelöst wurde, welche schon nach kurzer Zeit durch in anderen Regionen freigesetzte Baureihen 218 ersetzt wurden. Die lokbespannten Züge fuhren immer häufiger als Wendezug, der Wagenpark bestand zuletzt stets aus n-Wagen.
Der Güterverkehr wurde 2001 von der Deutschen Bahn eingestellt. Die durchgehenden Züge des Personenverkehrs von Frankfurt nach Stuttgart wurden im Dezember 2004 eingestellt, nachdem das Land Baden-Württemberg kein Interesse mehr daran hatte.
Für die 56 Kilometer lange Strecke zwischen Darmstadt und Erbach benötigten 1982 Personenzüge eine Stunde und 17 Minuten, im Jahr 2004 eine Stunde und 10 Minuten. Heute sind es 54 Minuten, was einer Reisegeschwindigkeit von 62 km/h entspricht.

## Gegenwart

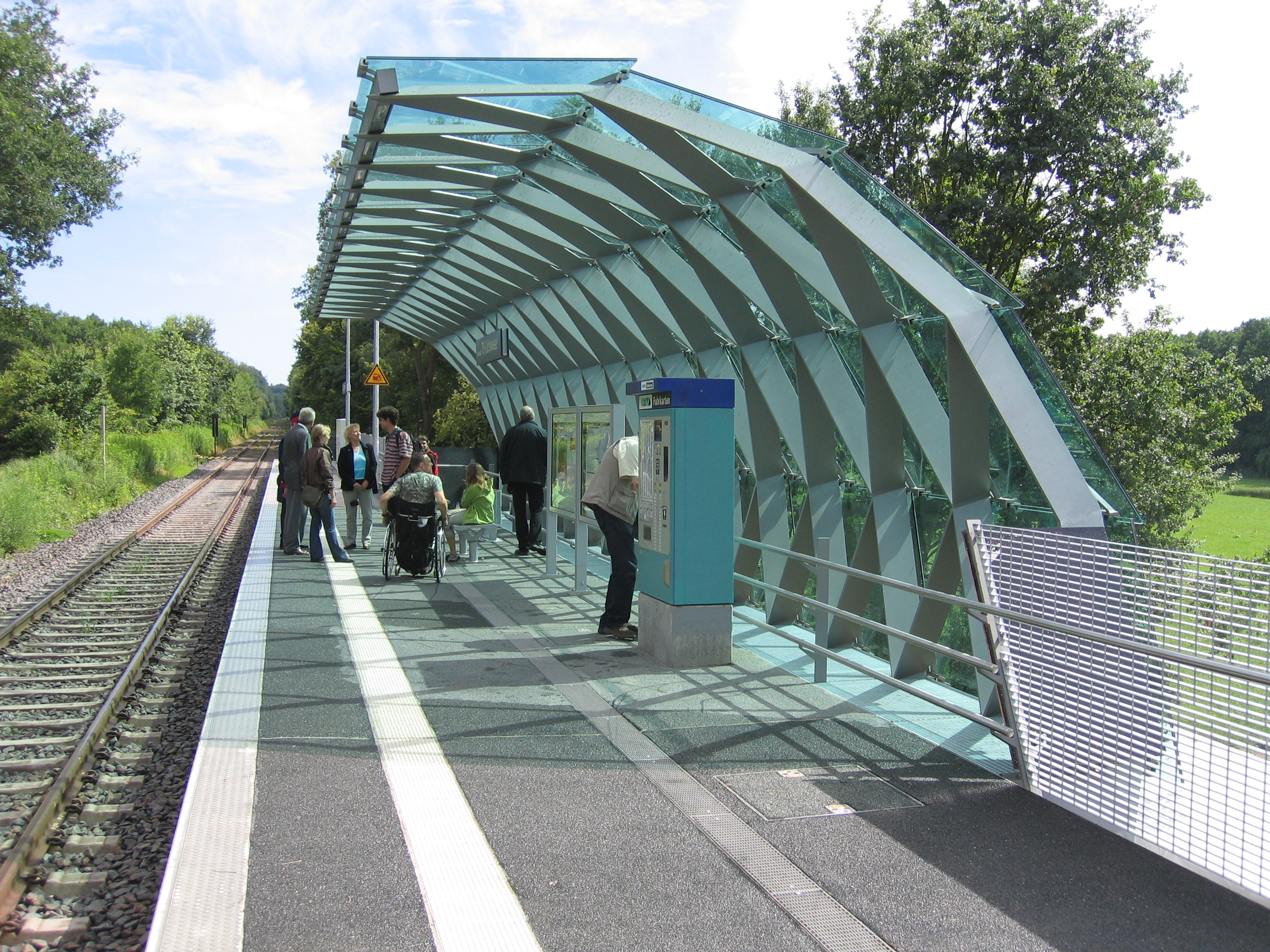
Neueröffnung des Haltepunktes Darmstadt TU-Lichtwiese

### Modernisierung der Infrastruktur
Um das Jahr 2005 wurde die Eisenbahninfrastruktur der Odenwaldbahn mit erheblichen finanziellen Mitteln modernisiert. Die Streckenhöchstgeschwindigkeit wurde stellenweise von 90 auf 120 km/h angehoben und die vorherrschenden Formsignale durch Lichtsignale ersetzt, die durch ein Zentralstellwerk im Bahnhof Groß-Umstadt Wiebelsbach gesteuert werden. An mehreren Bahnhöfen (Darmstadt Ost, Ober-Ramstadt, Reinheim, Wiebelsbach, Groß-Umstadt) wurde der Zugang zu den Zügen durch neue Bahnsteige verbessert. In Darmstadt Nord wurde eine neue Gleisverbindung, die die direkte Fahrt in Richtung Frankfurt auf der Main-Neckar-Bahn ermöglicht, geschaffen, ebenso ein neuer Haltepunkt an der Technischen Universität Darmstadt, Darmstadt TU-Lichtwiese, geschaffen. Im Rahmen dieser Modernisierung kam es auch zu Rückbaumaßnahmen, beispielsweise wurden die Bahnhöfe in Lengfeld und Zell in Haltepunkte umgewandelt.
Im Juli 2021 fand unter Beisein des damaligen Bundesministers für Verkehr und digitale Infrastruktur, Andreas Scheuer (CSU), am Darmstädter Ostbahnhof ein erster Spatenstich zur Verlegung eines Glasfaseranschlusses für den Streckenabschnitt bis nach Wiebelsbach statt. Das Kabel für die 27 Kilometer lange Strecke sollte bis Ende 2021 verlegt werden.

### Betrieb

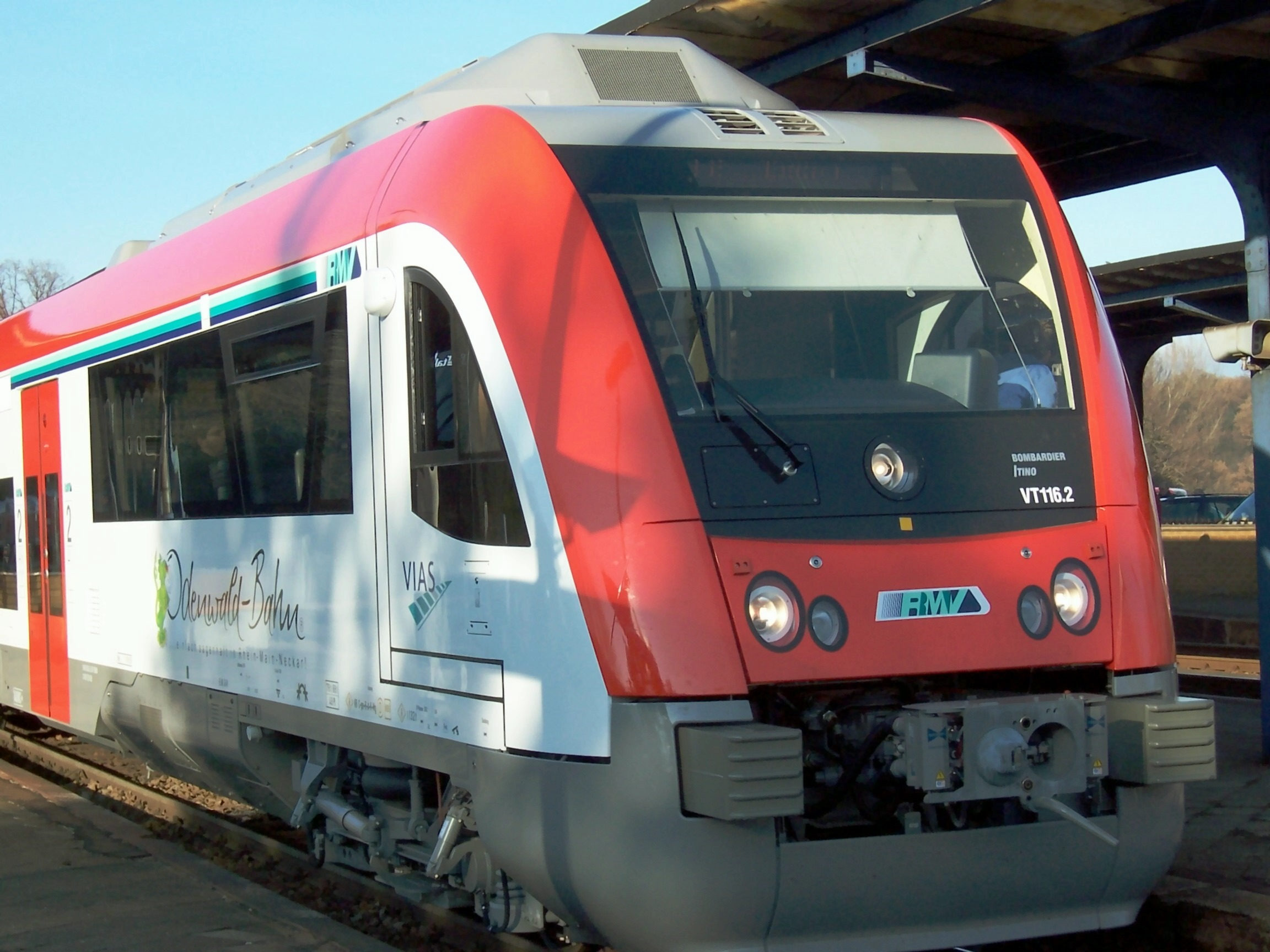
ITINO der Odenwaldbahn

Seit dem Fahrplanwechsel am 11. Dezember 2005 wird der Personenverkehr auf der Odenwaldbahn vom Eisenbahnverkehrsunternehmen VIAS GmbH betrieben. Zum Einsatz kommen seitdem zweiteilige Dieseltriebzüge vom Typ Itino von Bombardier Transportation, die von der Fahrzeugmanagement Region Frankfurt RheinMain GmbH (fahma) bereitgestellt werden. Wegen der Länge der Bahnsteige von einheitlich 120 Metern können maximal drei Einheiten zusammengekuppelt fahren. Allerdings reichten die ursprünglich 22 Fahrzeuge nicht aus, um auf allen Verbindungen genügend Platz zu bieten. So kam es vor allem im Berufsverkehr zu Engpässen, weil unter anderem der Fahrgastzuwachs durch die neuen Direktverbindungen zu niedrig veranschlagt worden war. 2007 wurden deshalb vier weitere ITINOS bestellt. Diese wurden im Februar 2010 zugelassen und erhöhen den Fahrzeugbestand auf 26 Triebwagen.
Im Dezember 2013 erhielt die VIAS nach einer Ausschreibung erneut den Zuschlag für den Betrieb der Odenwald- und der Pfungstadtbahn. Der neue Vertrag gilt ab Dezember 2015 für 12 Jahre. Zum Einsatz sollen weiterhin die vorhandenen Fahrzeuge des Typs Itino kommen, wobei allerdings bei manchen Fahrten Kapazitätsanpassungen vorgenommen wurden. Der Verkehrsvertrag wurde ohne erneute Ausschreibung Mitte 2023 durch den RMV um weitere drei Jahre bis 2030 verlängert.
Ab dem Fahrplanwechsel im Dezember 2017 sollen auf dem Abschnitt zwischen Groß-Umstadt Wiebelsbach und Hanau auf der Linie RB 86 vier neue Fahrzeuge vom Typ Coradia LINT 54 zum Einsatz kommen. Da die beiden Fahrzeugtypen nicht zueinander kompatibel sind, werden die neuen Fahrzeuge auf isolierten Umläufen zum Einsatz kommen, während die frei werdenden ITINO-Fahrzeuge zur Verstärkung anderer Züge, vor allem in der Hauptverkehrszeit, genutzt werden. Im Gegensatz zu den ITINO-Fahrzeugen erfolgt die Beschaffung der neuen Fahrzeuge nicht mehr durch die fahma, sondern direkt durch die VIAS Rail GmbH als Betreiber der Odenwaldbahn. Die neuen Fahrzeuge kosteten etwa 16 Millionen Euro. Im Sommer 2022 wurden fünf weitere Züge dieses Typs beschafft, sodass gegenwärtig neun Fahrzeuge des Typs Coradia LINT 54 auf der Odenwaldbahn eingesetzt werden.
Seit der Übernahme durch die VIAS befindet sich die Betriebswerkstatt in Michelstadt. Die Betriebswerkstatt selbst befindet sich im Eigentum der mit dem Michelstädter Busunternehmen Wiesmüller verflochtenen Odenwaldbahn Infrastruktur GmbH.

### Bedienung
Im Schienenpersonennahverkehr wird die Odenwaldbahn durch die folgenden Linien des RMV bedient:
| Linie | Strecke                                                                                | Taktfrequenz                               |
| ----- | -------------------------------------------------------------------------------------- | ------------------------------------------ |
| RE 85 | Frankfurt – Hanau – Babenhausen – Groß-Umstadt Wiebelsbach (– Erbach)                  | Zweistundentakt, stündlich bis Babenhausen |
| RB 86 | Hanau – Babenhausen – Groß-Umstadt Wiebelsbach                                         | stündlich                                  |
| RE 80 | Darmstadt – Reinheim – Groß-Umstadt Wiebelsbach – Erbach                               | Zweistundentakt (Mo–Fr)                    |
| RB 81 | Darmstadt – Reinheim – Groß-Umstadt Wiebelsbach – Erbach (– Eberbach)                  | Einzelne Züge                              |
| RB 82 | Frankfurt – Darmstadt Nord – Reinheim – Groß-Umstadt Wiebelsbach – Erbach (– Eberbach) | stündlich                                  |

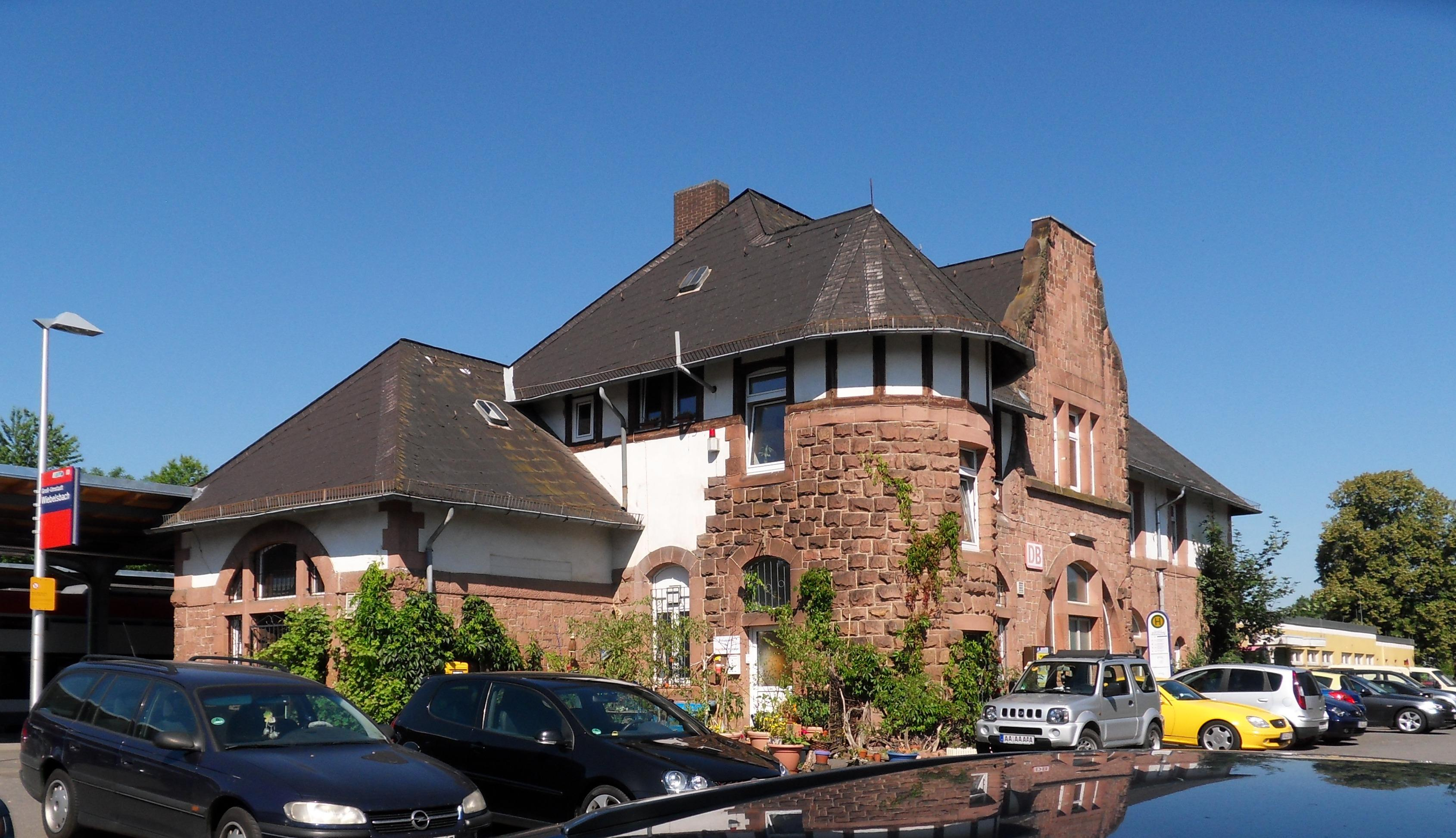
Bahnhof Groß-Umstadt Wiebelsbach, Knotenpunkt der Odenwaldbahn

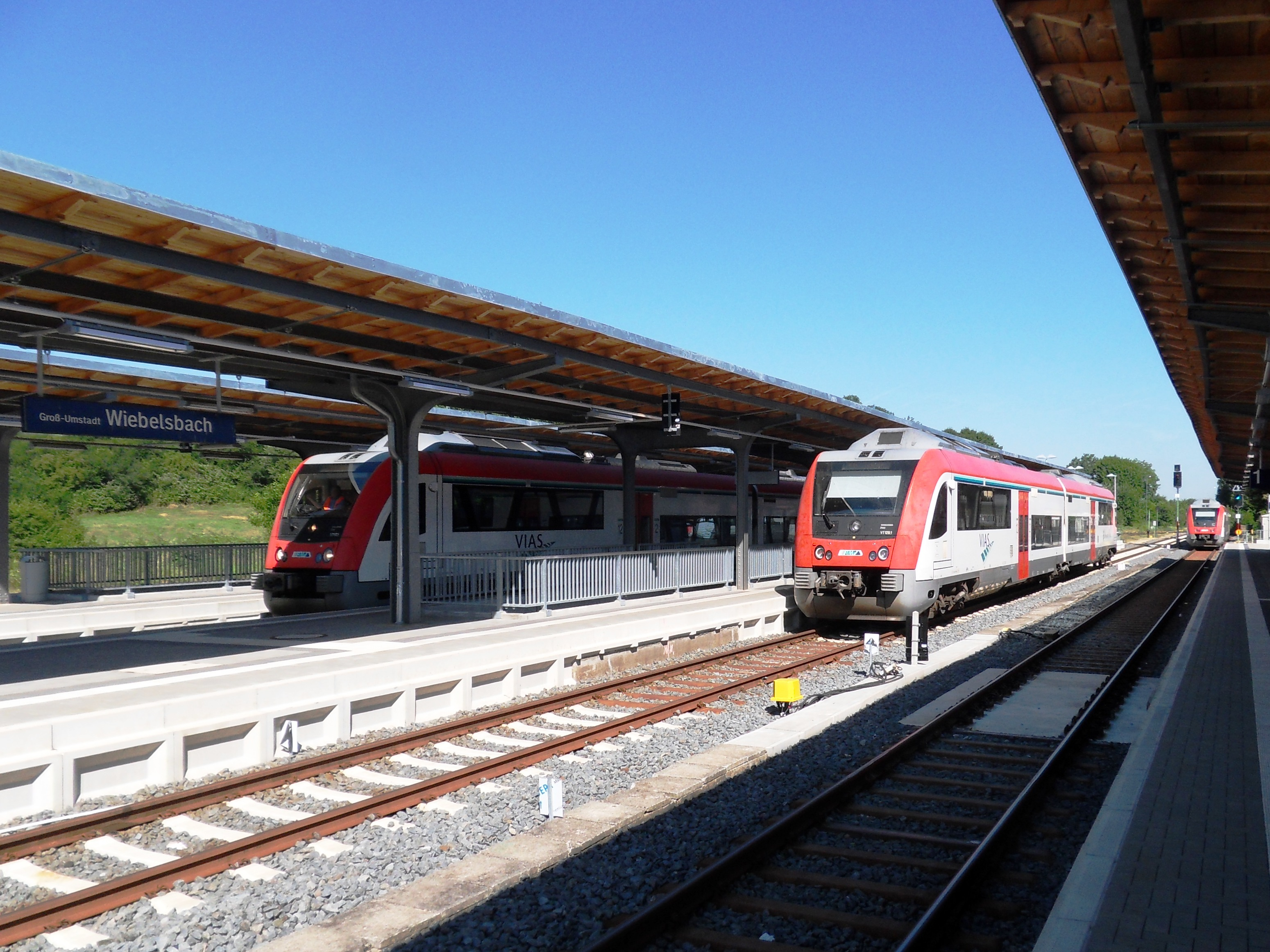
Bahnsteige in Groß-Umstadt Wiebelsbach

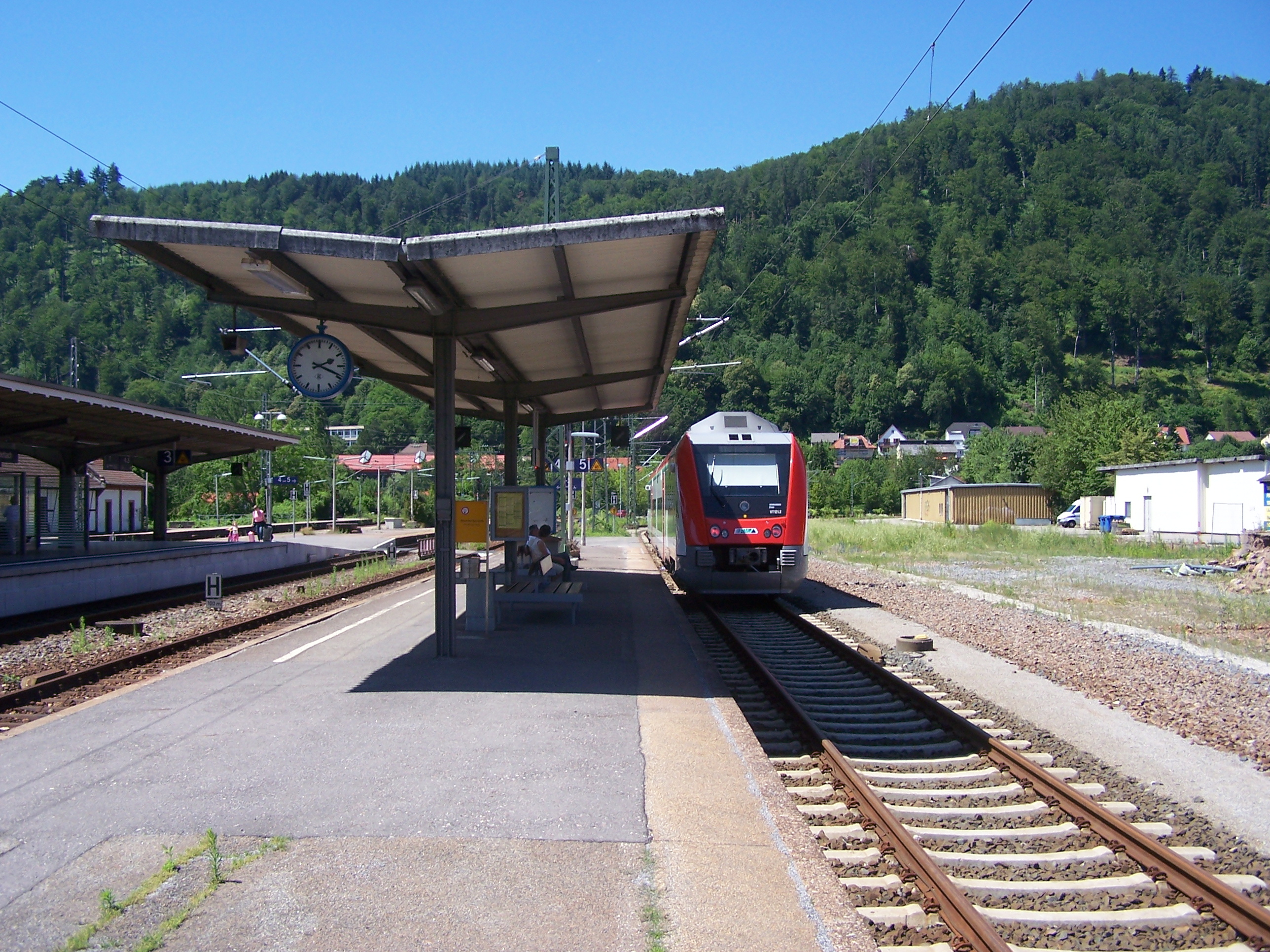
Eberbach, Endstation der Odenwaldbahn

Bis Dezember 2022 bestand durch die Überlagerung Linien RB 81 und RB 82 zwischen Erbach und Darmstadt Nord ein Stundentakt. Dabei wurde an Wochentagen die Linie RB 81 schrittweise häufiger durch die Linie RB 82 ersetzt. Zwischen Eberbach und Erbach gab es mit der Linie RB 82 eine direkte Verbindung nach Frankfurt, ohne Halt zwischen Darmstadt Nord und Frankfurt/M Hbf. In der Gegenrichtung hingegen verkehrte – mit zuletzt vier Ausnahmen pro Tag – die RB 81 von Darmstadt nach Eberbach. Somit bestand auf diesem Streckenabschnitt zwar Richtung Norden eine Direktverbindung nach Frankfurt, Richtung Süden war allerdings meistens ein Umsteigen erforderlich.
Mit der Fahrplanänderung im Dezember 2022 verkehrt die Linie RB 82 im Stundentakt zwischen dem Odenwald und Frankfurt, sodass der Darmstädter Hauptbahnhof am Wochenende nur noch mit einzelnen Zügen der Linie RB 81, montags bis freitags zusätzlich zweistündlich mit der Linie RE 80, direkt zu erreichen ist. Die in Frankfurt endenden Züge der Linie RB 82 verkehren seitdem immer als RE 85 weiter, wobei durch den eingleisigen Streckenabschnitt zwischen Babenhausen und Groß-Umstadt weitgehend alle zwei Stunden diese Züge bereits in Babenhausen enden und nur wie zuvor auch alle zwei Stunden beziehungsweise durch Verstärkerfahrten nach Groß-Umstadt Wiebelsbach beziehungsweise nach Erbach durchgebunden werden. Die Durchbindung nach Erbach erfolgt dabei insbesondere am Wochenende und im werktäglichen Berufsverkehr.
Seit dem Fahrplanwechsel am 11. Dezember 2005 sind Direktfahrten von der Odenwaldbahn über die neue Gleisverbindung in Darmstadt Nord nach Frankfurt möglich. Diese Verbindung wird von der Linie RB 82 von Eberbach bzw. Erbach von und nach Frankfurt seit 2022 im Stundentakt bedient. Diese Züge fahren in den Hauptverkehrszeiten teilweise mit der maximal möglichen Dreifachtraktion. Die Fahrzeit von Erbach nach Frankfurt (Main) über Darmstadt Nord beträgt jetzt noch 85 Minuten.
Bei den Zugbegegnungen in Babenhausen gibt es Umsteigemöglichkeiten auf die Rhein-Main-Bahn über Dieburg nach Darmstadt Hauptbahnhof und weiter nach Mainz Hauptbahnhof/Wiesbaden Hauptbahnhof sowie in der Gegenrichtung nach Aschaffenburg Hauptbahnhof. Seit dem Fahrplanwechsel 2005 waren dort die Anschlüsse an Sonn- und Feiertagen aber nicht mehr abgestimmt, so dass sich längere Übergangszeiten ergaben. Seit dem Fahrplanwechsel im Dezember 2016 sind die Anschlüsse in Babenhausen an Sonn- und Feiertagen wieder vollständig abgestimmt.
Güterverkehr findet derzeit auf der Odenwaldbahn nicht statt. Um ihn auch weiterhin betreiben zu können, wurde am 27. Januar 2006 vertraglich – bei Kostenübernahme – der Erhalt von Weichen in Ober-Ramstadt zur Firma Caparol und in Reinheim zu dem Basaltbruch der Odenwälder Hartstein-Industrie vereinbart.
Die bis zum Fahrplanwechsel im Dezember 2011 in Darmstadt endenden Züge der Linie RB 81 fahren seitdem über die Pfungstadtbahn als Linie RB 66 bis nach Pfungstadt.

### Unfälle
Am Abend des 21. Juli 1995 kam es im Bahnhof Zell-Kirchbrombach zu einer schweren Zugkollision zwischen der ausfahrenden RB 6643 in Richtung Erbach und des entgegenkommenden, am Einfahrsignal wartenden, RE 3856. Der Triebwagen 628 676 der Regionalbahn, sowie das Triebfahrzeug 216 209 des Regionalexpress wurden bei der Kollision schwer beschädigt. Der Unfall forderte 32 leicht- sowie zwei schwerverletzte Personen.
Am 17. Februar 2008 kam es zum ersten größeren Unfall eines ITINOs auf der Odenwaldbahn. Bei Schöllenbach in der Nähe des Krähbergtunnels rammte um 8:50 Uhr ein von Eberbach kommender ITINO einen Lastkraftwagen, der einen Bahnübergang blockierte. Es gab nur zwei Leichtverletzte, da der Führerstand des Lkws unbeschädigt blieb und der Zug nicht entgleiste, sondern den Lkw von der Strecke in einen Graben schob. Insgesamt entstanden an Bahn, Strecke, Lkw und Beladung circa eine Million Euro Schaden. Ein Problem war aber, dass die VIAS GmbH mit dem Zug ihre einzige stille Reserve verlor und zeitweise einen RegioSprinter der Rurtalbahn als Ersatz verwenden musste.
Am 17. Mai 2017 wurde eine Fahrradfahrerin an einem unbeschrankten Bahnübergang in Babenhausen - Langstadt von einem Zug erfasst und getötet. Von einem Feldweg aus wollte sie mit dem Fahrrad die Schienen überqueren. Der Lokführer bremste zwar und machte mit lautem Pfeifen auf den Zug aufmerksam, konnte den Unfall aber nicht mehr verhindern. Möglicherweise trug sie Kopfhörer.

## Zukunft
Sowohl im Nahverkehrsplan 2011–2016 des Landkreises Darmstadt-Dieburg und der Stadt Darmstadt als auch im Nahverkehrsplan 2019–2024 (Laufzeit bis 2024)[veraltet] wird die Errichtung eines Haltepunktes Groß-Umstadt Nord angestrebt. Im später veröffentlichten Regionalen Nahverkehrsplan 2030 des RMV wird dieser Haltepunkt aufgrund der dadurch verlängerten Fahrtzeit zu den Taktknotenpunkten Babenhausen und Wiebelsbach abgelehnt. Dort findet sich zudem ein neuer Haltepunkt Hanau-Großauheim Nord, der weiterer Prüfung bedürfe.
Im August 2019 gab der RMV bekannt, dass sich die Fahrgastnachfrage im Odenwaldnetz seit der Betriebsaufnahme der VIAS und der Einführung des verbesserten Fahrplankonzeptes um über 50 Prozent auf 15.000 Fahrgäste pro Tag erhöht hat. Da die Möglichkeiten zur Kapazitätserweiterung auf der bestehenden Infrastruktur weitgehend ausgeschöpft sind, suchen RMV und lokale Partner in einer Machbarkeitsstudie nach Möglichkeiten, diese auszubauen. Die Machbarkeitsstudie wurde im August 2020 vorgelegt. Im Juni 2020 wurde die „Erbacher Erklärung“ durch die Anliegerkreise und den RMV beschlossen. Wichtige Inhalte sind darin der Ausbau der Bahnhöfe Mühltal und Beerfelden-Hetzbach zu Kreuzungsbahnhöfen und eine Verlängerung der Bahnsteige, um mittelfristig einen Ausbau der Odenwaldbahn erreichen zu können. Diese Maßnahmen finden sich auch im Regionalen Nahverkehrsplan 2030 des RMV wieder, wobei dort betont wird, dass andere Maßnahmen nicht förderfähig seien. Der Einsatz von Doppelstocktriebwagen zur Beseitigung von Kapazitätsengpässen setze eine Elektrifizierung voraus. Diese sei jedoch nach realistischen Gesichtspunkten nur für ein Teil der Strecke möglich. Nach der Antwort auf eine kleine Anfrage des Landtagsabgeordneten Tobias Eckert (SPD) im November 2020 plant das Hessische Ministerium für Wirtschaft, Energie, Verkehr und Wohnen bis 2027 eine Elektrifizierung des Streckenabschnitts zwischen Darmstadt Nord und Groß-Umstadt Wiebelsbach sowie die Einrichtung von „Elektrifizierungsinseln“ auf der übrigen Strecke zwischen der Landesgrenze südlich von Kailbach und Hanau.
In den aktuellen Plänen des Deutschlandtaktes vom Juni 2020 ist vorgesehen, dass die bisherige Linie RB 82 stündlich vom Frankfurter Hauptbahnhof nach Eberbach verkehrt. Aus den bisherigen Linien RE 80 und RB 81 soll ebenfalls ein Stundentakt entstehen, wobei zwischen Wiebelsbach und Erbach die bisherige RE-Taktung, nördlich davon eine RB-Taktung, vorgesehen ist. Die Linie RB 86 soll weiterhin im Stundentakt verkehren, aber in Mainhausen-Zellhausen stündlich, anstelle bisher zweistündlich, halten. Die Linie RE 85 soll zwischen Wiebelsbach und Frankfurt (Main) Hbf ebenfalls stündlich, wechselweise über die nordmainische Strecke via Frankfurt (Main) Ost und die südmainische Strecke via Offenbach (Main) Hbf, bedient werden. Eine Durchbindung der Züge nach Erbach, wie sie bisher insbesondere im Berufsverkehr und am Wochenende erfolgt, ist nicht mehr vorgesehen.
Die Odenwaldbahninitiative, eine Bürgerinitiative, setzt sich vehement für einen Ausbau der Odenwaldbahn ein. Sie hat zusammen mit dem Regionalen Schienenbündnis Darmstadt-Dieburg im Juni 2018 ein Konzept „128 km Zukunft“ mit kurz-, mittel- und langfristigen Maßnahmen vorgelegt, in dem sie u. a. ein Flügelzugbetrieb unter Nutzung der Gersprenztalbahn nach Groß-Bieberau fordert. Für einen stündliche Taktung der Linie RE 85 brauche es auf dem Hanauer Ast zudem zweigleisige Abschnitte. Am 1. Juni 2021 hat die Landtagsfraktion der Linken im Hessischen Landtag hierzu einen Antrag eingebracht, der einen zweigleisigen Ausbau zwischen Hainburg Hainstadt und Seligenstadt (Hess) sowie zwischen Langstadt und Klein-Umstadt vorsieht.

## Streckenverlauf

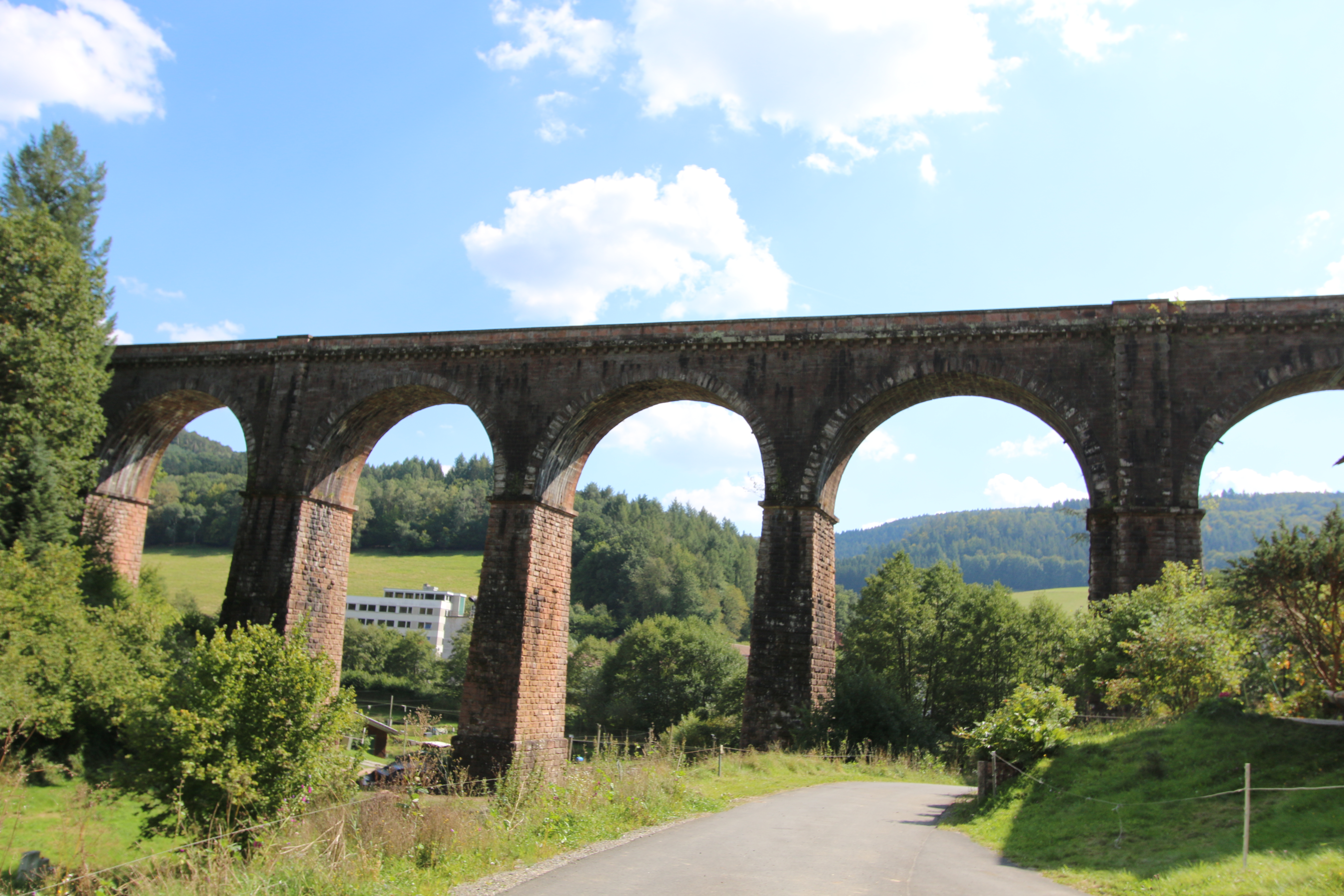
Haintalviadukt bei Kailbach, Brückenpfeiler (Höhe 32 m) und 9 Rundbögen aus Buntsandstein

In Eberbach zweigt die Odenwaldbahn westwärts von der Neckartalbahn ab und unmittelbar in einem Rechtsbogen in das Ittertal ein. Sie umfährt zunächst den noch im Stadtgebiet Eberbach liegenden Ohrsberg. Am Fuße des Katzenbuckels erreicht man Gaimühle und damit – neben dem Übertritt ins Hessische – auch den westseitigen Talhang, der zur stetigen Höhengewinnung über dem Talboden genutzt wird. Bei Schöllenbach weicht die Linie nach Nordwesten im Seitengraben des Schöllenbachtals ab, um im gleichnamigen Scheiteltunnel unter dem Krähberg das Mümlingtal bei Hetzbach (über einen Seitengraben) zu erreichen.
In Osthanglage verliert die Trasse Höhe bis Erbach, wo der Talgrund erreicht ist. In Höchst verlässt die Odenwaldbahn das Mümlingtal gen Westen und passiert nach kurzem Anstieg im Frau-Nauses-Tunnel den letzten Kamm zum welligen Vorland des Odenwaldes. Bergab geht es bis zum Trennungsbahnhof Groß-Umstadt Wiebelsbach, wo nach Norden dem auslaufenden Hügelland unspektakulär bis Babenhausen und weiter geradlinig nordwärts, nach Querung der Gersprenz-Niederung, der Untermainebene bis Hanau Hbf gefolgt wird.
Der Streckenast Richtung Darmstadt verlässt den Bahnhof Groß-Umstadt Wiebelsbach in einer flachen Linkskurve und quert das hügelige Vorland, darunter auch das Gersprenztal bei Reinheim, bis zum Erreichen von Ober-Ramstadt. Daselbst im Modautal kurz am Nordhang weiter gen Westen bis Nieder-Ramstadt, Abweichen der Linienführung aus dem Modautal nordwärts durch den Darmstädter Ostwald an den Landgraben heran. In weiterer Folge wird Darmstadt nördlich bis zum Erreichen des Hauptbahnhofs umrundet.

## Kulturelle Bedeutung

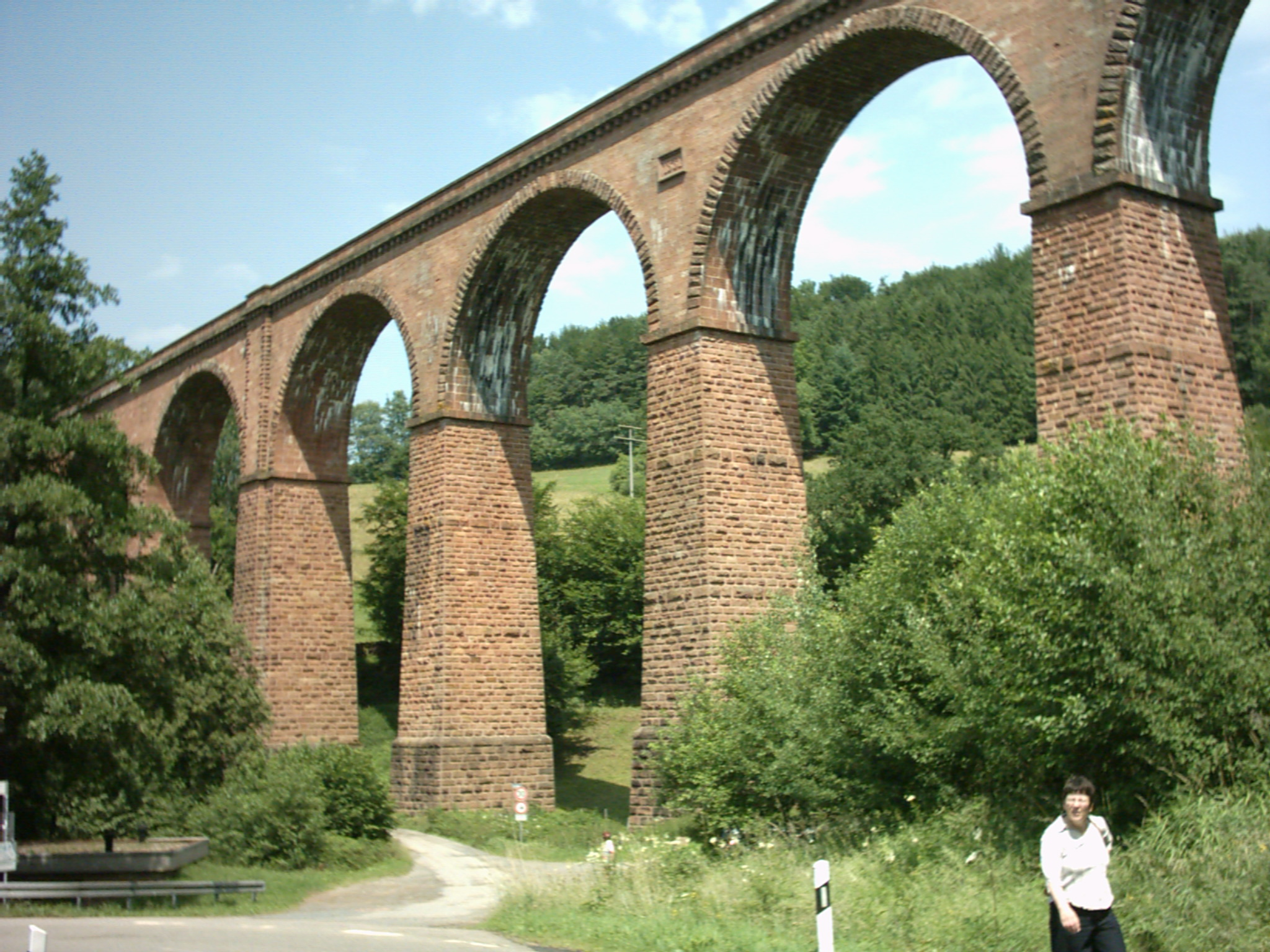
Himbächelviadukt

Die Strecke ist in ihrer Gesamtlänge ein Kulturdenkmal aufgrund des Hessischen Denkmalschutzgesetzes. Sie ist mit einer Gesamtlänge von 120 Kilometer besonders in ihrem südlichen Teil landschaftlich sehr reizvoll: zwischen Erbach und Eberbach handelt es sich um eine Gebirgsstrecke mit zahlreichen Kunstbauten. Das Himbächelviadukt mit einer Gesamtlänge von 250 Metern und einer Maximalhöhe von 40 Metern über Terrain, das Haintalviadukt mit einer Länge von 173 Metern sowie zwei 60 Meter lange weitere Viadukte über den Rindengrund und das „kurze Tal“ sind dabei die eindrucksvollsten Viadukte und Brücken.
Die Strecke weist drei Tunnel auf: den 240 Meter langen Engelbergtunnel bei Reinheim, den 1205 Meter langen Tunnel bei Frau-Nauses – beide mit acht Metern Breite für ein zweites Gleis vorbereitet –, und den Krähbergtunnel mit einer Länge von 3100 Metern, der zugleich der längste eingleisig befahrene Tunnel Deutschlands auf Regelspur ist.
Im oberen Mümlingtal beträgt die Maximalsteigung 1:70 sowie der kleinste Kurvenradius 300 Meter.
Die technisch aufwändige Bahn in eindrucksvoller Landschaft war von Anfang an eine touristische Attraktion. So bereisten Erbgroßherzog Ludwig von Hessen und seine Frau, Prinzessin Alice von Großbritannien und Irland, in Begleitung des Grafen von Erbach-Schönberg mit ihrem Gast, Prinz Arthur von Großbritannien und Irland, einem Bruder der Erbgroßherzogin, bereits Anfang 1872 die Strecke bis Erbach.
Das Stellwerk „Reinheim Rf“ ist 2008 vom Verein Museumsstellwerk Reinheim e. V. übernommen und restauriert worden. Es wurde ein Museum für Stellwerks- und Signaltechnik eingerichtet. 2009 wurde die technische Innenanlage 100 Jahre alt. Im Bahnhof Erbach wurde 1995 ein Wassertank und der zugehörige Wasserkran betriebsfähig restauriert, so dass hier Dampflokomotiven entsprechender Sonderzüge historisch korrekt mit Wasser versorgt werden können.